# Ulice i place osiedla Kętrzyńskiego w Olsztynie
Ulice i place osiedla Kętrzyńskiego w Olsztynie – alfabetyczny opis ulic jednej z największych dzielnic Olsztyna.
Dawne nazwy ulic do roku 1945 podano w języku niemieckim.

## Bema Józefa plac
Dawny plac Armii Czerwonej, a przed 1945 Coppernicusplatz. Jeden z głównych zabytkowych placów Olsztyna i Osiedla Kętrzyńskiego. Na placu zbiegają się ulice: Limanowskiego, Partyzantów, Kętrzyńskiego i Kopernika. Plac jest rondem z sygnalizacją świetlną.

## Cementowa
Ulica we wschodniej części osiedla Kętrzyńskiego. Łączy ulicę Lubelską z zakładami przy ulicy Cementowej. Znajduje się tu pętla autobusów miejskich „Cementowa”. Nazwa ulicy pochodzi od cementu.

## Dworcowa
Dawna Aleja Kaliningradzka. Ulica łącząca Dworzec PKP przy placu Konstytucji 3 Maja z ulicą 5. Wileńskiej Brygady AK Łączy na osi północ-południe osiedle Kościuszki z osiedlem Kętrzyńskiego.

## Gizewiusza Gustawa
Do roku 1945 nazwa ulicy brzmiała Gisevius-Straße (ulica Giseviusa). Krótka ulica, będąca odnogą ulicy Lubelskiej w przemysłowej okolicy osiedla Kętrzyńskiego. Łączy tereny przemysłowe z ulicą Lubelską.
Nazwę ulicy zawdzięcza Gustawowi Gizewiuszowi, polskiemu działaczowi społeczno-narodowemu i politycznemu na Mazurach

## Grażyny
Do roku 1945 nazwa ulicy brzmiała Alte-Wartenburger-Straße (ulica Starobarczewska). Krótka ulica, będąca odnogą ulicy Partyzantów nieopodal placu Bema, kończąca przy hotelu „Gromada” i placu Konstytucji 3 Maja.
Nazwa ulicy zawdzięcza imieniu Grażyna, wymyślonemu przez Adama Mickiewicza.

## Jasna
Krótka ulica w kształcie półksiężyca łącząca ulicę Kętrzyńskiego nieopodal C.H. PP „Polmozbyt” z ulicą Kościuszki. Ulica prowadzi na zapleczach budynków ulicy Kętrzyńskiego i Kościuszki.

## Kajki Michała
Do roku 1945 nazwa ulicy brzmiała Moltke-Straße (ulica Moltkego – poświęcona dawnemu Nadprezydentowi Prus Wschodnich względnie pruskiemu feldmarszałkowi, podobnie jak plac Pułaskiego). Wzdłuż ulicy znajdują się zabytkowe wille, podobnie jak przy ulicy Kruka. Ulica łączy plac Pułaskiego z ulicą Partyzantów.
Nazwę ulica zawdzięcza polskiemu poecie ludowemu Michałowi Kajce.

## Kętrzyńskiego Wojciecha
Do roku 1945 nazwa ulicy brzmiała Luisen-Straße (ulica Luizy) i upamiętniała pruską królową z l. 1797-1810. Główna ulica osiedla Kętrzyńskiego, będąca również drogą tranzytową ruchu z Grudziądza, Warszawy i Gdańska w kierunek przejścia granicznego w Bezledach. Ulica dwujezdniowa z pasem zielonym oddzielającym jezdnie łączy skrzyżowanie ulic Dworcowej i Towarowej z placem Bema.
Nazwa ulicy zawdzięcza Wojciechowi Kętrzyńskiemu, historykowi i wieloletniemu dyrektorowi Zakładu Narodowego im. Ossolińskich we Lwowie.

## Konstytucji 3 Maja plac

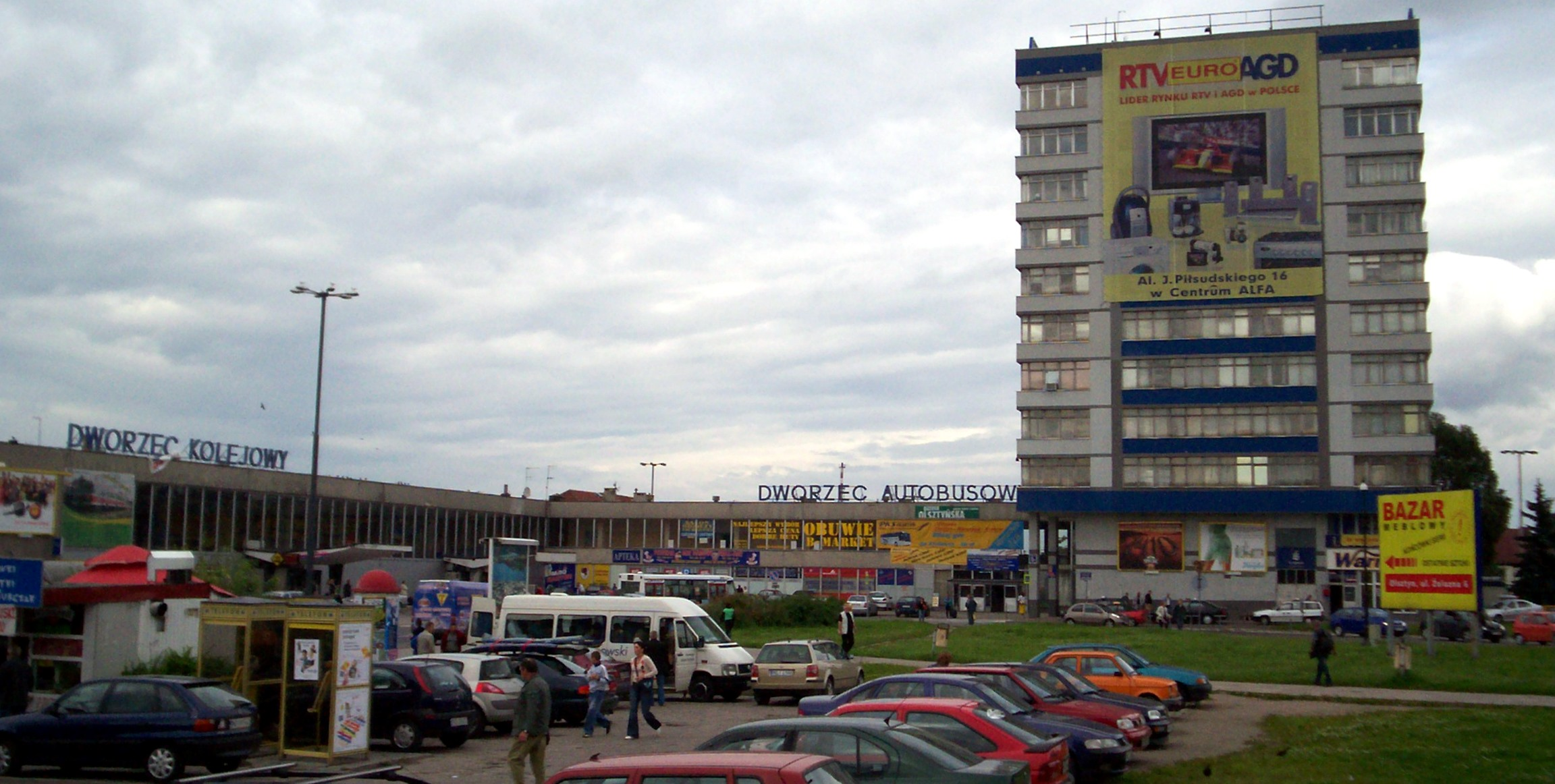
Północna część placu Konstytucji 3 Maja i Dworzec Główny PKP

Główny plac przy Dworcu Głównym PKP. Plac jest rondem, na którym zbiegają się ulice Partyzantów, Lubelska, Dworcowa i Kościuszki.
Plac zawdzięcza nazwę Konstytucji 3 maja.

## Kopernika Mikołaja
Do roku 1945 ulica nosiła nazwę Koppernikus-Straße względnie Coppernicusstraße (ulica Kopernika). Ulica łączy aleję Piłsudskiego, nieopodal Urzędu Województwa Warmińsko-Mazurskiego z placem Pułaskiego i kończy jako ulica ślepa nieopodal placu Bema. Przy ulicy znajduje się m.in.  Kościół Najświętszego Serca Pana Jezusa.
Nazwę ulicy zawdzięcza Mikołajowi Kopernikowi, astronomowi polskiemu.

## Kościuszki Tadeusza
Do roku 1945 nazwa ulicy brzmiała Roon-Straße (ulica Roona – hrabia Albrecht von Roon, dawny premier Prus). Ulica łączy plac Konstytucji 3 Maja, nieopodal Dworca Głównego PKP z aleją Niepodległości na osiedlu Podgrodziu.

## Dąbrowszczaków
Do roku 1904 nazwa ulicy brzmiała Wartenburger-Straße (ulica Wartemborska), a od 1904 do roku 1945 Kaiser-Straße (ulica Cesarska). Po 1945 roku nosiła nazwę ulicy Stalina, lecz po jego śmierci w okresie 'odwilży' 1956 roku zmieniono nazwę na Dąbrowszczaków. Na podstawie zarządzenia zastępczego wojewody, które weszło w życie 29 grudnia 2017, ulica otrzymała imię Erwina Kruka, polskiego pisarza, który wiele twórczości poświęcił tematyce mazurskiej. W 2019 roku przywrócono poprzednią nazwę. Jedna z zabytkowych ulic w Olsztynie, przy której znajdują się zabytkowe wille z początku XX wieku. W przewodniku Orłowicza po Mazurach Pruskich i Warmii określona jako najelegantsza dzielnica Olsztyna, przy której znajdowały się m.in. filia Banku Rzeszy i Bank Prus Wschodnich. Przy ulicy Kruka znajduje się Prokuratura Okręgowa oraz pomnik Mickiewicza na skwerze przy skrzyżowaniu z ulicą Mickiewicza. Ulica zaczyna przy alei Piłsudskiego i kończy ulicą ślepą przy ulicy Partyzantów.

## Lubelska
Do roku 1945 nazwa ulicy brzmiała Karl-Roensch-Straße (ulica Roenscha – dawnego urzędnika działu handlowego w Olsztynie). Ulica – jako część drogi krajowej nr 16 – jest główną drogą wylotową w kierunku Mazur, czyli Mrągowa oraz Augustowa i Ogrodnik. Ulica łączy plac Konstytucji 3 Maja z granicą administracyjną miasta.

## Mazurska
Do roku 1945 nazwa ulicy brzmiała Bismarck-Straße (ulica Bismarcka – dawnego premiera Prus i kanclerza Rzeszy). Ulica łączy ulicę Partyzantów z ulicą Kościuszki.
Nazwę ulicy zawdzięcza Mazurom – regionowi Polski.

## Partyzantów
Do 1945 funkcjonowała jako Bahnhofstrasse. Jedna z ulic umożliwiających dojazd do Dworca Głównego PKP ze Śródmieścia i os. Wojska Polskiego. Łączy ulicę 1 Maja z placem Konstytucji 3 Maja i dalej z ulicą Lubelską wylotową trasą w kierunku Augustowa oraz Ogrodnik. Przy ulicy znajduje się Komenda Miejska Policji, a przed I wojną światową znajdował się przy niej największy hotel Olsztyna Reichshof.

## Przemysłowa
Ulica łącząca ulicę Lubelską nieopodal cerkwi greckokatolickiej, z ulicą Towarową. Ulica przebiega przez tereny zakładów przemysłowych, i stąd pochodzi nazwa ulicy.

## Pułaskiego Kazimierza plac
Jeden z głównych placów osiedla Kętrzyńskiego. Plac łączy ulicę Kopernika, Kajki i Kościuszki. Przy placu znajdowała się pętla autobusów miejskich i podmiejskich.

## Samulowskiego Andrzeja
Do 1945 funkcjonowała jako Blumenstrasse. Krótka ulica łączy ulicę Partyzantów naprzeciwko Komendy Wojewódzkiej Policji, z ulicą Warmińską. Jest to ulica jednokierunkowa, która prowadzi tylko w kierunku ulicy Partyzantów.
Nazwę ulica zawdzięcza Andrzejowi Samulowskiemu (1840-1928), założycielowi pierwszej księgarni na Warmii w roku 1878.

## Składowa
Do 1945 funkcjonowała jako Jacobstrasse. Ulica łączy ulicę Lubelską z ulicą Towarową. Ulica przebiega przez okolice zakładów przemysłowych. Ulica krzyżuje z ulicą Żelazną. Przy ulicy Składowej znajduje się Urząd Celny oraz nieużywana pętla autobusów miejskich dawnej linii nr 5 „Składowa-RAST”.

## Stalowa
Ulica łącząca ulicę Lubelską z ulicą Towarową. Ulica przebiega przez tereny zakładów przemysłowych i krzyżuje z ulicą Żelazną.

## Towarowa
Ulica – jako część drogi krajowej nr 16 – jest główną trasą tranzytową ruchu z Augustowa i Ogrodnik w kierunek na Warszawę, Gdańsk i Grudziądz, i łączy ulicę Budowlaną nieopodal ulicy Lubelskiej z ulicą Dworcową i ulicą Kętrzyńskiego.

## Warmińska
Do roku 1945 nazwa ulicy brzmiała Langgasse (aleja Długa). Ulica łączy ulicę Mrongowiusza i wschodnią część placu Konsulatu Polskiego z ulicą Mazurską nieopodal ulicy Partyzantów.
Od 18 maja 2007 przy ulicy Warmińskiej 14/20 mieści się Konsulat honorowy Republiki Federalnej Niemiec.
Nazwę ulicy zawdzięcza Warmii, regionowi Polski, w której Olsztyn się znajduje.

## Żelazna
Ulica równoległa do ulic Lubelskiej i Towarowej, ulica łączy ulicę Składową z ulicą Stalową. Przy ulicy znajduje się pierwszy wybudowany sklep sieci „RAST” w Olsztynie.